# Долно Прахово
До̀лно Пра̀хово е село в Южна България, община Ардино, област Кърджали.

## География
| Население по години | Население по години |
| ------------------- | ------------------- |
| 1934 г.             | 1027 души           |
| 1946 г.             | 1209 души           |
| 1956 г.             | 1017 души           |
| 1975 г.             | 428 души            |
| 1985 г.             | 580 души            |
| 1992 г.             | 259 души            |
| 2001 г.             | 134 души            |
| 2011 г.             | 124 души            |
| 2019 г.             | 167 души            |

Село Долно Прахово се намира в източната част на Западните Родопи, на 4 – 5 km западно от границата им с Източните Родопи, на около 17 km западно от град Кърджали и 8 km север-североизточно от град Ардино. Застроено е по планински склон с преобладаващ наклон на изток-югоизток. Надморската височина при сградата на кметството е около 730 m.
Съседни на село Долно Прахово и отстоящи от него на по един-два километра са селата Горно Прахово на югозапад, Башево на северозапад, Чернигово на север, Дедино на североизток и Левци на югоизток. Югоизточно от селото се намира върхът „Осман тепеси“.

## История
Селото – тогава с име Тоз-езир – е в България от 1912 г. Преименувано е на Долно Прахово с министерска заповед № 3225, обнародвана на 21 септември 1934 г.
Към 31 декември 1934 г. село Долно Прахово се е състояло от махалите Бодилци (Ахматлар), Дядина (Деделер), Любичево (Абиболар), Марген (Хашалар), Мириовец (Мустафаджик), Ръжници (Хамзалар), Търне (Чираклар), Чернигово (Кара Мустафолар) и Шума (Шерифолар).
През 1968 г. от село Долно Прахово се отделя село Чернигово, а през 1986 г. – и село Дедино
Тук се намира древният род фандили.
Във фондовете на Държавния архив Кърджали се съхраняват документи от съответни периоди на/за Народно основно училище – с. Долно Прахово, Кърджалийско; фонд 626; 1951 – 2002; Промени в наименованието на фондообразувателя:
- Народно основно училище – с. Долно Прахово, Кърджалийско (1948 – 1985);
- Основно училище „В. Левски“ – с. Долно Прахово, Кърджалийско.

## Население
Преброяване на населението през 2011 г.
Численост и дял на етническите групи според преброяването на населението през 2011 г.:
|                     | Численост | Дял (в %) |
| Общо                | 124       | 100,00    |
| Българи             | 0         | 0.ш00     |
| Турци               | 114       | 91,93     |
| Цигани              | 0         | 0,00      |
| Други               | 0         | 0,00      |
| Не се самоопределят | 0         | 0,00      |
| Неотговорили        | 9         | 7,25      |

## Религии
Жителите на с. Долно Прахово изповядват исляма.

## Обществени институции
Село Долно Прахово към 2020 г. е център на кметство Долно Прахово.
В селото има действащо към 2017 г. читалище „Никола Йонков Вапцаров – 1957 г.“ и джамия.